# Uroš Tripković
Uroš Tripković (en serbe : Урош Трипковић), né le 11 septembre 1986 à Čačak, dans la République socialiste de Serbie, est un joueur serbe de basket-ball, évoluant au poste d'arrière.

## Carrière
Touché par des blessures répétitives, Tripković annonce la fin de sa carrière professionnelle en octobre 2014.

### Palmarès
- Finaliste du championnat d'Europe 2009
- Vainqueur de la Ligue adriatique 2007, 2008, 2009 (Partizan Belgrade)
- Champion de Serbie 2003, 2004, 2005, 2006, 2007, 2008, 2009 (Partizan Belgrade)
- Vainqueur de la coupe de Serbie 2008, 2009 (Partizan Belgrade)
- Vainqueur de la coupe de Turquie 2013 (Fenerbahçe Ülker)

## Référence
1. ↑  (en) « Serbian guard Uros Tripkovic retires at 28 », Sportando, 8 octobre 2014